# Swim Cup Eindhoven 2015
De Swim Cup Eindhoven 2015 was een internationale zwemwedstrijd die gehouden werd van 2 tot en met 5 april 2015 in het Pieter van den Hoogenband Zwemstadion in Eindhoven. De wedstrijden vinden plaats in een 50 meterbad. Deze wedstrijd vormde samen met de Europese kampioenschappen zwemmen 2014 en de Amsterdam Swim Cup 2014 het kwalificatietraject voor de Nederlandse zwemmers richting de wereldkampioenschappen zwemmen 2015 in Kazan. Het toernooi deed tevens dienst als Nederlandse kampioenschappen zwemmen.

## Wedstrijdschema
Hieronder het geplande tijdschema van de wedstrijd, alle aangegeven tijdstippen zijn Midden-Europese Tijd.
| Donderdag 02/04 | Vrijdag 03/04 | Zaterdag 04/04 | Zondag 05/04 |
| --- | --- | --- | --- |
| Series - vanaf 09:00 uur | | | |
| 200m rug vrouwen 200m rug mannen 400m wissel mannen 50m vrij vrouwen 50m vlinder mannen 400m wissel mannen 100m vlinder vrouwen 100m vrij mannen 200m wissel vrouwen 800m vrij vrouwen 800m vrij mannen                                             | 200m vlinder mannen 200m vrij vrouwen 50m rug mannen 50m rug vrouwen 100m school vrouwen 100m school mannen 400m wissel vrouwen 200m wissel mannen 1500m vrij mannen                                                                           | 100m vrij vrouwen 200m vrij mannen 200m vlinder vrouwen 50m school mannen 50m school vrouwen 100m vlinder mannen 400m vrij vrouwen                                                           | 400m vrij mannen 200m school vrouwen 200m school mannen 50m vlinder vrouwen 50m vrij mannen 100m rug vrouwen 100m rug mannen F 1500m vrij vrouwen                                                        |
| Finales - vanaf 16:00 uur | | | |
| F 800m vrij mannen HF 50m vrij vrouwen HF 50m vlinder mannen F 800m vrij vrouwen F 200m rug vrouwen F 200m rug mannen F 100m vlinder vrouwen HF 100m vrij mannen F 200m wissel vrouwen F 400m wissel mannen F 50m vrij vrouwen F 50m vlinder mannen | HF 50m rug mannen HF 50m rug vrouwen F 1500m vrij mannen F 200m vlinder mannen F 200m vrij vrouwen F 100m school mannen F 100m school vrouwen F 200m wissel mannen F 50m rug mannen F 50m rug vrouwen F 400m wissel vrouwen F 100m vrij mannen | HF 50m school vrouwen HF 50m school mannen F 200m vlinder vrouwen F 200m vrij mannen HF 100m vrij vrouwen F 400m vrij vrouwen F 50m school mannen F 50m school vrouwen F 100m vlinder mannen | HF 50m vrij mannen HF 50m vlinder vrouwen F 200m school mannen F 200m school vrouwen F 100m rug mannen F 100m rug vrouwen F 50m vlinder vrouwen F 50m vrij mannen F 400m vrij mannen F 100m vrij vrouwen |

## WK-kwalificatie
De technisch directeur van de KNZB, Joop Alberda, stelde onderstaande limieten vast voor deelname aan de wereldkampioenschappen van 2015 in Kazan, Rusland. Vier zwemsters zijn op basis van hun prestaties op de Europese kampioenschappen van 2014 al genomineerd. Één zwemmer en twee zwemsters voldeden tijdens de Amsterdam Swim Cup 2014 aan de kwalificatie eisen. Voor estafettes geldt dat de technisch directeur van de KNZB zal beoordelen of een ploeg voldoende niveau heeft voor deelname.

### Limieten

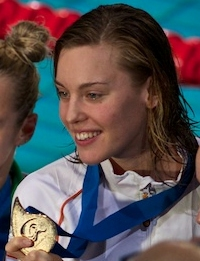
Femke Heemskerk heeft reeds voldaan aan de limieten (100m en 200m vrije slag)

| Onderdeel        | Mannen   | Mannen   | Vrouwen  | Vrouwen  |
| Onderdeel        | Senioren | OTT      | Senioren | OTT      |
| ---------------- | -------- | -------- | -------- | -------- |
| 50m vrije slag   | 22,00    | 22,25    | 24,81    | 25,23    |
| 100m vrije slag  | 48,47    | 49,34    | 54,06    | 55,05    |
| 200m vrije slag  | 1.46,98  | 1.48,13  | 1.57,00  | 1.58,93  |
| 400m vrije slag  | 3.48,41  | 3.50,83  | 4.06,21  | 4.12,47  |
| 800m vrije slag  | 7.49,66  | 7.55,63  | 8.29,18  | 8.40,99  |
| 1500m vrije slag | 15.05,16 | 15.13,98 | 16.05,98 | 16.33,61 |
| 50m rugslag      | 24,80    | 25,05    | 27,96    | 28,41    |
| 100m rugslag     | 54,03    | 54,72    | 1.00,42  | 1.01,25  |
| 200m rugslag     | 1.57,42  | 1.59,19  | 2.10,12  | 2.12,14  |
| 50m schoolslag   | 27,27    | 27,52    | 30,59    | 31,13    |
| 100m schoolslag  | 1.00,38  | 1.00,44  | 1.07,64  | 1.08,36  |
| 200m schoolslag  | 2.11,07  | 2.11,71  | 2.25,46  | 2.28,12  |
| 50m vlinderslag  | 23,23    | 23,48    | 25,94    | 26,26    |
| 100m vlinderslag | 51,96    | 52,52    | 58,19    | 59,04    |
| 200m vlinderslag | 1.56,59  | 1.57,37  | 2.08,18  | 2.11,14  |
| 200m wisselslag  | 1.59,23  | 1.59,99  | 2.12,09  | 2.13,98  |
| 400m wisselslag  | 4.15,45  | 4.19,21  | 4.39,20  | 4.44,50  |

### Gekwalificeerden
Mannen
| Naam                | Afstand(en)      |
| ------------------- | ---------------- |
| Maarten Brzoskowski | 1500m vrije slag |

Vrouwen
| Naam                  | Afstand(en)                  |
| --------------------- | ---------------------------- |
| Inge Dekker           | 50m en 100m vlinderslag      |
| Femke Heemskerk       | 50m, 100m en 200m vrije slag |
| Ranomi Kromowidjojo   | 50m vrije slag               |
| Moniek Nijhuis        | 100m schoolslag              |
| Sharon van Rouwendaal | 400m en 800m vrije slag      |
| Maaike de Waard       | 50m en 100m rugslag          |

### Limieten behaald tijdens Swim Cup
| Datum   | Naam                  | Onderdeel           | Tijd    |
| ------- | --------------------- | ------------------- | ------- |
| 2 april | Sebastiaan Verschuren | 100m vrije slag (m) | 48,25   |
| 2 april | Maarten Brzoskowski   | 800m vrije slag (m) | 7.55,51 |
| 4 april | Sebastiaan Verschuren | 200m vrije slag (m) | 1.46,07 |
| 4 april | Kyle Stolk            | 200m vrije slag (m) | 1.48,00 |
| 4 april | Ranomi Kromowidjojo   | 100m vrije slag (v) | 53,69   |
| 4 april | Marrit Steenbergen    | 100m vrije slag (v) | 54,84   |
| 4 april | Esmee Vermeulen       | 100m vrije slag (v) | 55,00   |
| 5 april | Ranomi Kromowidjojo   | 50m vlinderslag (v) | 25,86   |

## Nederlandse records
| Datum   | Onderdeel           | Nieuwe recordhouder | Tijd    | Oude recordhouder   | Tijd    | Datum            |
| ------- | ------------------- | ------------------- | ------- | ------------------- | ------- | ---------------- |
| 3 april | 200m vrije slag (v) | Femke Heemskerk     | 1.54,68 | Femke Heemskerk     | 1.55,35 | 12 december 2014 |
| 3 april | 100m schoolslag (v) | Moniek Nijhuis      | 1.07,18 | Moniek Nijhuis      | 1.07,40 | 5 april 2013     |
| 5 april | 100m vrije slag (v) | Femke Heemskerk     | 52,69   | Ranomi Kromowidjojo | 52,75   | 13 april 2012    |

## Medailles

### Legenda
- WR = Wereldrecord
- ER = Europees record
- NR = Nederlands record
- (Q) = Voldaan aan de WK-limiet

### Mannen
| Onderdeel   | Goud                              | Goud        | Zilver                            | Zilver          | Brons                           | Brons       |
| ----------- | --------------------------------- | ----------- | --------------------------------- | --------------- | ------------------------------- | ----------- |
| Vrije slag  |                                   |             |                                   |                 |                                 |             |
| 50 m        | Krisztián Takács Hongarije        | 22,22       | Christoffer Carlsen Zweden        | 22,80           | Daniel Macovei Roemenië         | 22,99       |
| 100 m       | Sebastiaan Verschuren Nederland   | 48,43 (Q)   | Pieter Timmers België             | 49,27           | Velimir Stjepanović Servië      | 49,48       |
| 200 m       | Sebastiaan Verschuren Nederland   | 1.46,09 (Q) | Péter Bernek Hongarije            | 1.47,72         | Kyle Stolk Nederland            | 1.48,00 (Q) |
| 400 m       | Péter Bernek Hongarije            | 3.47,31     | Velimir Stjepanović Servië        | 3.48,85         | Sebastiaan Verschuren Nederland | 3.49,80     |
| 800 m       | Péter Bernek Hongarije            | 7.50,42     | Ferry Weertman Nederland          | 7.53,38         | Maarten Brzoskowski Nederland   | 7.55,51 (Q) |
| 1500 m      | Péter Bernek Hongarije            | 15.11,05    | Maarten Brzoskowski Nederland     | 15.11,17 (Q)    | Ferry Weertman Nederland        | 15.12,89    |
| Rugslag     |                                   |             |                                   |                 |                                 |             |
| 50 m        | Bastiaan Lijesen Nederland        | 25,43       | Gabor Balog Hongarije             | 25,77           | Daniel Macovei Roemenië         | 25,87       |
| 100 m       | Gabor Balog Hongarije             | 54,78       | Bastiaan Lijesen Nederland        | 55,75           | Simon Sjödin Zweden             | 55,85       |
| 200 m       | Gabor Balog Hongarije             | 1.58,97     | Mattias Carlsson Zweden           | 1.59,82         | Lazar Zlatić Servië             | 2.02,61     |
| Schoolslag  |                                   |             |                                   |                 |                                 |             |
| 50 m        | Cameron van der Burgh Zuid-Afrika | 27,17       | Niet uitgereikt                   | Niet uitgereikt | Damir Dugonjič Slovenië         | 27,27       |
| 50 m        | Čaba Silađi Servië                | 27,17       | Niet uitgereikt                   | Niet uitgereikt | Damir Dugonjič Slovenië         | 27,27       |
| 100 m       | Cameron van der Burgh Zuid-Afrika | 59,84       | Čaba Silađi Servië                | 1.00,01         | Bram Dekker Nederland           | 1.01,46     |
| 200 m       | Erik Persson Zweden               | 2.11,98     | Cameron van der Burgh Zuid-Afrika | 2.12,23         | Dan Sweeney Verenigd Koninkrijk | 2.12,81     |
| Vlinderslag |                                   |             |                                   |                 |                                 |             |
| 50 m        | László Cseh Hongarije             | 23,50       | Mathys Goosen Nederland           | 23,76           | Joeri Verlinden Nederland       | 23,88       |
| 100 m       | László Cseh Hongarije             | 51,97       | Joeri Verlinden Nederland         | 52,63           | Mathys Goosen Nederland         | 53,13       |
| 200 m       | Simon Sjödin Zweden               | 1.57,22     | Velimir Stjepanović Servië        | 1.57,77         | Jesper Björk Zweden             | 1.59,54     |
| Wisselslag  |                                   |             |                                   |                 |                                 |             |
| 200 m       | László Cseh Hongarije             | 1.58,31     | Sébas van Lith Nederland          | 2.01,02         | Pavel Janeček Tsjechië          | 2.02,06     |
| 400 m       | Pavel Janeček Tsjechië            | 4.19,21     | Sébas van Lith Nederland          | 4.20,59         | Erik Persson Zweden             | 4.21,36     |

### Vrouwen
| Onderdeel   | Goud                          | Goud            | Zilver                        | Zilver        | Brons                         | Brons    |
| ----------- | ----------------------------- | --------------- | ----------------------------- | ------------- | ----------------------------- | -------- |
| Vrije slag  |                               |                 |                               |               |                               |          |
| 50 m        | Ranomi Kromowidjojo Nederland | 24,38 (Q)       | Femke Heemskerk Nederland     | 24,57 (Q)     | Esmee Vermeulen Nederland     | 25,25    |
| 100 m       | Femke Heemskerk Nederland     | 52,69           | Ranomi Kromowidjojo Nederland | 53,88 NR, (Q) | Maud van der Meer Nederland   | 54,85    |
| 200 m       | Femke Heemskerk Nederland     | 1.54,68 NR, (Q) | Esmee Vermeulen Nederland     | 1.59,11       | Boglárka Kapás Hongarije      | 2.00,19  |
| 400 m       | Boglárka Kapás Hongarije      | 4.08,97         | Anja Klinar Slovenië          | 4.10,68       | Gaja Natlacen Slovenië        | 4.14,75  |
| 800 m       | Boglárka Kapás Hongarije      | 8.30,40         | Gaja Natlacen Slovenië        | 8.41,77       | Spela Perse Slovenië          | 8.43,20  |
| 1500 m      | Boglárka Kapás Hongarije      | 16.29,41        | Gaja Natlacen Slovenië        | 16.32,48      | Spela Perse Slovenië          | 16.52,50 |
| Rugslag     |                               |                 |                               |               |                               |          |
| 50 m        | Maaike de Waard Nederland     | 28,41 (Q)       | Caroline Pilhatsch Duitsland  | 28,73         | Jenny Mensing Duitsland       | 29,12    |
| 100 m       | Sarah Sjöström Zweden         | 59,98           | Maaike de Waard Nederland     | 1.01,77       | Jenny Mensing Duitsland       | 1.01,84  |
| 200 m       | Jenny Mensing Duitsland       | 2.11,31         | Adel Farkas Hongarije         | 2.15,66       | Tessa Vermeulen Nederland     | 2.17,28  |
| Schoolslag  |                               |                 |                               |               |                               |          |
| 50 m        | Moniek Nijhuis Nederland      | 30,77           | Tjasa Vozel Slovenië          | 31,43         | Jessica Eriksson Zweden       | 31,87    |
| 100 m       | Moniek Nijhuis Nederland      | 1.07,18 NR, (Q) | Tjasa Vozel Slovenië          | 1.07,93       | Anouk Elzerman Nederland      | 1.09,45  |
| 200 m       | Moniek Nijhuis Nederland      | 2.29,61         | Michelle Lambert Duitsland    | 2.30,07       | Tjasa Vozel Slovenië          | 2.30,50  |
| Vlinderslag |                               |                 |                               |               |                               |          |
| 50 m        | Sarah Sjöström Zweden         | 25,59           | Nastja Govejsek Slovenië      | 26,51         | Elinore de Jong Nederland     | 27,08    |
| 100 m       | Anna Ntountounaki Griekenland | 59,41           | Kimberly Buys België          | 1.00,10       | Nastja Govejsek Slovenië      | 1.00,62  |
| 200 m       | Zsuzsanna Jakabos Hongarije   | 2.08,13         | Boglárka Kapás Hongarije      | 2.08,99       | Anna Ntountounaki Griekenland | 2.13,41  |
| Wisselslag  |                               |                 |                               |               |                               |          |
| 200 m       | Zsuzsanna Jakabos Hongarije   | 2.11,32         | Stina Gardell Zweden          | 2.13,81       | Anja Klinar Slovenië          | 2.14,63  |
| 400 m       | Zsuzsanna Jakabos Hongarije   | 4.37,38         | Anja Klinar Slovenië          | 4.40,67       | Adel Farkas Hongarije         | 4.48,27  |